# ال‌جی اپتیموس ۲ایکس
ال‌جی اُپتیموس ۲ایکس (به انگلیسی: LG Optimus 2X) تلفن‌همراه هوشمند دارای سیستم عامل اندروید عرضه‌شده توسط ال‌جی الکترونیکس است، این گوشی نخستین تلفن‌همراه دارای پردازشگر دوهسته‌ای در جهان است که در دسامبر ۲۰۱۰ معرفی و در فوریه ۲۰۱۱ عرضه شد.